# کایتو تانیگوچی
کایتو تانیگوچی (انگلیسی: Kaito Taniguchi؛ زادهٔ ۷ سپتامبر ۱۹۹۵) بازیکن فوتبال اهل ژاپن است  که به عنوان مهاجم برای باشگاه لیگ J1 Albirex Niigata بازی می‌کند.